# BVA Open
El  BVA Open  es un torneo de tenis celebrado en São José do Rio Preto, Brasil desde el año 2011. El evento forma parte del ATP Challenger Tour y se juega en canchas de tierra batida.

## Finales anteriores

### Individuales
| Año                 | Campeón       | Finalista          | Resultado |
| ------------------- | ------------- | ------------------ | --------- |
| 2013                | João Souza    | Alejandro González | 7:60, 6:3 |
| 2012: No se disputó |               |                    |           |
| 2011                | Ricardo Mello | Eduardo Schwank    | 6:4, 6:2  |

### Dobles
| Año                 | Campeón                             | Finalista                             | Resultado |
| ------------------- | ----------------------------------- | ------------------------------------- | --------- |
| 2013                | Nicolás Barrientos Carlos Salamanca | Marcelo Demoliner João Souza          | 6:4, 6:4  |
| 2012: No se disputó |                                     |                                       |           |
| 2011                | Frederico Gil Jaroslav Pospíšil     | Franco Ferreiro Rubén Ramírez Hidalgo | 6:4, 6:4  |